# Alpheus rostratus
Alpheus rostratus  (лат.) —  вид креветок из семейства Alpheidae.

## Ареал
Восточная часть Тихого океана (от Коста-Рики и Мексики до Галапагосских островов). Встречаются на глубинах от 0 (приливная зона каменистых побережий и кораллы) до 5,5 м.

## Описание
Мелкие ракообразные, длина тела до 18 мм. Основная окраска беловатая с буроватыми поперечными отметинами по телу. Свободноживущий вид. Таксон A. rostratus принадлежит к видовой группе Diadema species group внутри рода Alpheus и морфологически сходен с видом Alpheus paracrinitus, от которого отличается более длинным рострумом
.
Вид был впервые описан в 1988 году американскими зоологами Воном Кимом и Лауренсом Абелем (Kim W., Abele L. G., Department of Biological Science, Университет штата Флорида, Таллахасси, Флорида, США), в 2001 проведены молекулярно-генетичесике исследования.